# 藤岡屋慶次郎
藤岡屋 慶次郎（ふじおかや けいじろう、生没年不詳）は江戸時代から明治時代にかけての東京の地本問屋。

## 来歴
松栄堂、松林堂、藤慶と号す。水野氏。明治に入って水野書店とも称す。水野慶二郎の表記例もある。藤岡屋彦太郎の弟。初代水野慶次郎は江戸本郷に生まれ、天保5年（1834年）に日本橋通油町18番地に書籍地本問屋及び錦絵問屋を創業してから明治年間にかけて営業しており、天保期には下谷池之端仲町で、嘉永期には通油町南側中程源七店地借、同町武右衛門地借にいた。嘉永5年（1852年）4月に兄の藤岡屋彦太郎から書物問屋本組株を譲り受ける。歌川広重、3代歌川豊国、歌川貞秀、歌川芳虎らの錦絵を出版している。2代目慶次郎は専ら書籍を出版、明治初期には文部省の教育用掛図・教科書の翻刻及び取次販売をしており、それらの指南書（教師用指導書）の木版系翻刻に参加した。明治14年（1881年）ころには錦絵問屋を廃している。
3代目は慶応3年に埼玉県北足立郡草加町に生まれ、明治24年（1891年）に入って慶次郎の名を襲名した。明治35年（1902年）に東京書籍商組合の評議員に当選、以来この重任を果たす。また明治36年（1903年）に日本書籍株式会社を創立、取締役に就任、明治39年（1906年）、国定教科書共同販売所設立とともに退職、明治42年（1909年）に日本書籍株式会社が設立されるのに伴い取締役に就任、現在（大正元年）にいたる。
なお、『原色浮世絵大百科事典』第3巻では水野慶次郎の項で、「あるいは房次郎か。東京。通油町6番地」とあり、3代目歌川広重の錦絵を作例として挙げている。

## 歴代
1. 初代水野慶次郎（生没年不詳）
2. 2代目水野慶次郎（生没年不詳）
3. 3代目水野慶次郎（慶応3年（1867年）6月29日[1]‐大正5年（1916年））

## 作品
- 歌川広重 『江戸名所古跡伝』 中判10枚揃 弘化1年（1844年）ころ
- 歌川広重『東海道五十三次図会』 大判揃物 嘉永年間
- 歌川広重『絵本東海道風景図会』
- 3代目歌川豊国 『源氏十二月之内』
- 3代目歌川豊国 『今様三十二相』 大判揃物 安政6年（1859年）
- 歌川貞秀 『蒸気船全図 海上浦賀風景』 大判3枚続 文久3年（1863年）
- 歌川芳虎 『英吉利国蘭頓図』 大判3枚続 慶応2年（1866年）
- 歌川貞秀 『伊勢御参宮之図』 大判3枚続 明治2年（1869年）
- 3代目歌川広重 『新撰花鳥尽』 大判2丁掛 錦絵揃物 明治11年
- 3代目歌川広重 『立斎漫画』 大判 錦絵揃物 明治12年
- 3代目歌川広重　『府県名所図会』 中判 錦絵揃物 明治13年